# 長谷川里紗
長谷川 里紗（はせがわ りさ、1993年8月24日 - ）は、日本のグラビアアイドル。所属事務所はクリアファースト。東京都出身。

## 経歴
- 2010年3月、3人組ユニット｢Petit☆Veil(プチベール)｣での活動を開始｡3月28日初ライブ。メンバーは中西亜結､伊藤綾美､長谷川里紗。

## 出演

### テレビ
- ドラマ10 「タイトロープの女」（2012年、NHK）-十倉ワイヤー工業の事務員役

### CM
- 「ジャパン（化粧品ｷｬﾝﾍﾟｰﾝ）」『アリコジャパン 』 （2009年）

### 雑誌
- 『関西一週間』

### ライブ
- 「『Jump！vol.3』in　日本橋platz」 Petit☆Veil（プチベール）（2010年5月4日、日本橋plaz）
- ｢B.U.G -bring up girls vol.15｣　Petit☆Veil（2010年4月10日、club　vijon）
- ｢ナニワで?!ライブ☆カフェ　vol.34｣　Petit☆Veil（2010年3月28日、club MERCURY）